# Wyspa Grahama (Nunavut)
Wyspa Grahama (ang. Graham Island) − jedna z sześciu wysp Zatoki Norweskiej w Kanadzie. Zajmuje powierzchnię 1378 km².